# Eucynortella spectabilis
Eucynortella spectabilis is een hooiwagen uit de familie Cosmetidae.